# Arthrolytus ocellus
Arthrolytus ocellus är en stekelart som först beskrevs av Walker 1834.  Arthrolytus ocellus ingår i släktet Arthrolytus och familjen puppglanssteklar. Arten är reproducerande i Sverige. Inga underarter finns listade.